# Notre-Dame-de-Boisset
Notre-Dame-de-Boisset település Franciaországban, Loire megyében. Lakosainak száma 573 fő (2022. január 1.). Notre-Dame-de-Boisset Perreux, Neaux, Parigny, Pradines, Saint-Cyr-de-Favières és Saint-Vincent-de-Boisset községekkel határos.

## Népesség
A település népességének változása:
| Lakosok száma | 232  | 329  | 404  | 527  | 554  | 566  | 566  | 573  | 577  | 573  |
|               | 1968 | 1982 | 1990 | 2006 | 2013 | 2015 | 2017 | 2019 | 2020 | 2022 |